# Elapidae
Los elápidos (Elapidae), también conocidas como proteroglifos, son una familia de serpientes altamente venenosas que habitan en regiones tropicales y subtropicales de todo el mundo. Se caracterizan por poseer colmillos fijos huecos por los que inyectan el veneno. Su tamaño es muy variable, entre 18 centímetros (Drysdalia) hasta 6 metros (Ophiophagus) de longitud. 
Algunos de sus miembros más conocidos son las cobras, las serpientes de coral, las mambas y las serpientes marinas.

## Descripción
Exteriormente, los elápidos terrestres son similares a los colúbridos; casi todos tienen cuerpos largos y finos, cabezas cubiertas por grandes escudos y no siempre diferenciadas del cuello, y ojos con pupilas redondas. Además, su comportamiento es, por lo general, bastante activo, y muchas especies son ovíparas.
Las serpientes marinas, que también son elápidos, se han adaptado a la vida marina de diferentes maneras y en varios grados. Sus características pueden incluir cuerpos aplastados lateralmente, colas timón para nadar, la habilidad para excretar sal y dar vida a crías directamente (ovovivíparo). Algunos géneros pueden absorber del agua, a través de la piel, del 10 al 22% del oxígeno que consumen. 
Todos los elápidos tienen un par de colmillos huecos que usan para inyectar veneno desde unas glándulas situadas en la parte posterior de las mandíbulas superiores. Cada uno de estos colmillos está situado en la parte anterior de la boca en un hueso maxilar inmóvil. Cuando la boca se cierra, los colmillos quedan fijados en huecos preparados para ello en el suelo de la boca. Debido a esta estructura, los elápidos deben morder a sus víctimas ejerciendo presión para envenenarlas, por lo que esta acción no es tan rápida como la de las víboras, que pueden envenenar a sus víctimas con un solo movimiento.

## Veneno
Todos los elápidos son venenosos, y muchos son potencialmente mortales para el ser humano. Los elápidos usan su veneno tanto para atacar a sus presas como en defensa propia. La mayoría de los elápidos tienen venenos neurotóxicos, considerados más peligrosos que la mayor parte de los venenos proteolíticos de las víboras (Viperidae). Las serpientes más venenosas del mundo se encuentran en esta familia: la terrestre Oxyuranus microlepidotus y la marina Enhydrina schistosa.

## Taxonomía
La tabla inferior muestra una lista de todos los géneros de elápidos, y ninguna subfamilia. En el pasado, se reconocían varias subfamilias de elápidos, como Elapinae, Hydrophiinae (serpientes marinas), Micrurinae (serpientes de coral), Acanthophiinae (elápidos australianos) y Laticaudinae. Actualmente, ninguna de estas subfamilias está universalmente reconocida. Parece cierto que, en algún momento, la familia de los elápidos se separó, pero todavía hay un gran número de asuntos sin resolver sobre este tema.

## Géneros
Se reconocen los siguientes:
| Género                    | Autoridad              | Especies | Subesp.* | Nombre común                               | Localización |
| ------------------------- | ---------------------- | -------- | -------- | ------------------------------------------ | --- |
| Acalyptophis = Hydrophis  | Boulenger, 1869        | 1        | 0        | Hidro-serpientes Culebras acuáticas        | golfo de Tailandia, mar de la China Meridional, costa de Guangdong y estrecho de Taiwán, Indonesia, Filipinas, Nueva Guinea, Nueva Caledonia, Australia (Territorio del Norte, Queensland, Australia Occidental) |
| Acanthophis               | Daudin, 1803           | 9        | 2        | Víboras de la muerte                       | Australia, Nueva Guinea, Indonesia (Seram, Tanimbar) |
| Aipysurus                 | Lacépède, 1804         | 9        | 0        | Serpientes marinas venenosas gigantes      | Mar de Timor, mar de la China Meridional, golfo de Tailandia, costa de Australia (Territorio del Norte, Queensland, Australia Occidental), Nueva Caledonia, islas de la Lealtad, sur de Nueva Guinea, Indonesia, oeste de Malasia, Vietnam |
| Aspidelaps                | Fitzinger, 1843        | 2        | 5        | Serpiente de coral rojo                    | Sudáfrica (Provincia del Cabo, Transvaal), Namibia, sur de Angola, Botsuana, Zimbabue, Mozambique |
| Aspidomorphus             | Fitzinger, 1843        | 3        | 3        |                                            | Nueva Guinea |
| Astrotia = Hydrophis      | Fischer, 1855          | 1        | 0        |                                            | Áreas costeras desde el oeste de India y Sri Lanka a través del golfo de Tailandia hasta el Mar de China, oeste de Malasia, Indonesia, este de Nueva Guinea, norte y este de las costas de Australia, Filipinas |
| Austrelaps                | Worrell, 1963          | 3        | 0        | Copperheads                                | Australia (Australia Meridional, Nueva Gales del Sur, Victoria, Tasmania) |
| Boulengerina = Naja       | Dollo, 1886            | 2        | 1        | Cobras de agua                             | Camerún, Gabón, República Democrática del Congo, Congo, República Centroafricana, Tanzania, Guinea Ecuatorial, Ruanda, Burundi, Zambia |
| Bungarus                  | Daudin, 1803           | 14       | 5        | Krait                                      | India, Birmania, Nepal, Vietnam, Afganistán, Pakistán, Sri Lanka, Bangladés, Camboya, Indonesia (Java, Sumatra, Bali, Célebes), Península de Malasia, Singapur, Tailandia |
| Cacophis                  | Günther, 1863          | 4        | 0        | Serpiente de Corona                        | Australia (Nueva Gales del Sur, Queensland) |
| Calliophis                | Gray, 1834             | 10       | 18       | Cobras de coral orientales                 | India, Bangladés, Sri Lanka, Nepal, Indonesia, Camboya, Malasia, Singapur, Tailandia, Birmania, Brunéi, Filipinas, Vietnam, Laos, sur de China, Japón (Islas Ryukyu), Taiwán |
| Demansia                  | Gray, 1842             | 14       | 3        | Serpientes látigo                          | Nueva Guinea, Australia |
| Dendroaspis               | Schlegel, 1848         | 4        | 2        | Mambas                                     | Kenia, Tanzania, Mozambique, Malaui, Zimbabue, Sudáfrica, Ghana, Togo, Benín, Nigeria, Camerún, Guinea, Gabón, Príncipe (Golfo de Guinea), República Centroafricana, República Democrática del Congo, Congo, Uganda, Ruanda, Burundi, Guinea Ecuatorial, Angola, Sudán, Botsuana, Burkina Faso, Eritrea, Senegal, Malí, Etiopía, Namibia, Somalia, Suazilandia, Zambia, Gambia, Guinea Bissau, Liberia, Costa de Marfil, Sierra Leona. |
| Denisonia                 | Krefft, 1869           | 2        | 0        | Serpientes ornamentales                    | Queensland y Nueva Gales del Sur (Australia) |
| Disteira = Hydrophis      | Worrell, 1961          | 4        | 0        |                                            | |
| Drysdalia                 | Worrell, 1961          | 3        | 0        | Serpientes coronadas australianas          | Australia |
| Echiopsis                 | Fitzinger, 1843        | 1        | 0        |                                            | Australia |
| Elapognathus              | Boulenger, 1896        | 2        | 0        |                                            | Australia |
| Elapsoidea                | Bocage, 1866           | 10       | 7        |                                            | Senegal, Sudáfrica, Mozambique, Namibia, Botsuana, Zimbabue, Swaziland, Gambia, Angola, Benín, Burkina Faso, Camerún, República Centroafricana, Chad, Ghana, Costa de Marfil, Malaui, Malí, Mauritania, Níger, Nigeria, Uganda, Senegal, Sudán, Tanzania, Togo, República Democrática del Congo, Congo, Zambia, Kenia, norte de Burundi, Ruanda, Etiopía, Uganda, Somalia.                                                             |
| Emydocephalus             | Krefft, 1869           | 3        | 0        | Serpientes marinas cabeza de tortuga       | |
| Enhydrina = Hydrophis     | Gray, 1849             | 2        | 0        | Serpientes marinas con pico                | |
| Ephalophis                | M.A. Smith, 1931       | 1        | 0        | Serpiente marina de Gray                   | |
| Furina                    | Duméril, 1853          | 5        | 0        | Serpientes cabezudas                       | |
| Hemachatus                | Fleming, 1822          | 1        | 0        | Cobra escupidora                           | Sudáfrica, Zimbabue, Lesoto, Suazilandia |
| Hemiaspis                 | Fitzinger, 1861        | 2        | 0        | Serpientes de pantano                      | |
| Hemibungarus              | Peters, 1862           | 1        | 2        | Serpientes de coral filipinas              | Filipinas |
| Homoroselaps              | Jan, 1858              | 2        | 0        | Serpientes arlequín                        | (ahora en Lamprophiidae) |
| Hoplocephalus             | Wagler, 1830           | 3        | 0        | Serpientes de cabeza pálida                | E Australia |
| Hydrelaps                 | Boulenger, 1896        | 1        | 0        | Serpiente marina de Port Darwin            | |
| Hydrophis                 | Latreille, 1801        | 46       | 5        | Serpientes marinas asiáticas               | |
| Kerilia = Hydrophis       | Gray, 1849             | 1        | 1        | Serpiente marina de Jerdon                 | |
| Kolpophis                 | M.A. Smith, 1926       | 1        | 0        | Serpiente marina de cabeza grande          | |
| Lapemis = Hydrophis       | Gray, 1835             | 2        | 0        | Serpientes marinas de Shaw                 | |
| Laticauda                 | Laurenti, 1768         | 8        | 2        | Serpientes marinas de coral azul           | |
| Leptomicrurus = Micrurus  | Schmidt, 1937          | 4        | 2        | Serpiente de coral de cola negra           | |
| Loveridgelaps             | McDowell, 1970         | 1        | 0        | Serpiente de ojos pequeños de Solomon      | |
| Micropechis               | Boulenger, 1896        | 1        | 0        | Serpiente de ojos pequeños de Nueva Guinea | |
| Micruroides               | Schmidt, 1928          | 1        | 2        | Serpientes de coral occidentales           | Estados Unidos (Arizona, SO de Nuevo México), México (Sonora, Sinaloa) |
| Micrurus                  | Wagler, 1824           | 80       | 64       | Serpientes de coral                        | |
| Naja                      | Laurenti, 1768         | 29       | 5        | Cobras                                     | |
| Notechis                  | Boulenger, 1896        | 1        | 2        | Serpientes tigre                           | Australia e islas vecinas |
| Ogmodon                   | Peters, 1864           | 1        | 0        | Cobra de Fiyi                              | |
| Ophiophagus               | Günther, 1864          | 1        | 0        | Cobra real                                 | Bangladés, Birmania, Camboya, China, India, islas Andamán, Indonesia, Laos, Tailandia, Vietnam, Malasia, Filipinas |
| Oxyuranus                 | Kinghorn, 1923         | 3        | 1        | Taipanes                                   | Australia, New Guinea |
| Parahydrophis             | Burger & Natsuno, 1974 | 1        | 0        | Serpiente marina de manglar septentrional  | |
| Paranaja = Naja           | Loveridge, 1944        | 1        | 2        | Cobra Marrón                               | Oeste/centro República Democrática del Congo, Congo, Camerún |
| Parapistocalamus          | Roux, 1934             | 1        | 0        | Serpiente de Hediger                       | |
| Pelamis = Hydrophis       | Daudin, 1803           | 1        | 0        | Serpiente marina amarilla                  | |
| Pseudechis                | Wagler, 1830           | 9        | 2        | Serpientes negras                          | Australia |
| Pseudohaje                | Günther, 1858          | 2        | 0        | Cobras de bosque                           | Angola, Burundi, Camerún, República Centroafricana, República Democrática de Congo, Congo, Gabón, Ghana, Kenia, Nigeria, Ruanda, Uganda, Sierra Leona, Liberia, Costa de Marfil, Togo, Nigeria |
| Pseudonaja                | Günther, 1858          | 9        | 3        | Serpientes pardas venenosas                | Australia |
| Rhinoplocephalus          | Müller, 1885           | 1        | 0        |                                            | |
| Salomonelaps              | McDowell, 1970         | 1        | 0        | Serpiente de coral de las Salomón          | |
| Simoselaps                | Jan, 1859              | 5        | 3        | Serpientes de coral australianas           | |
| Suta                      | Worrell, 1961          | 4        | 2        |                                            | Australia |
| Thalassophina = Hydrophis | P. Schmidt, 1852       | 1        | 0        | Serpiente marina de Schmidt                | |
| Thalassophis              | P. Schmidt, 1852       | 1        | 0        | Serpiente marina anómala                   | |
| Toxicocalamus             | Boulenger, 1896        | 12       | 1        | Serpientes de bosque                       | |
| Tropidechis               | Günther, 1863          | 1        | 0        | Serpiente de escamas rugosas               | Australia oriental |
| Vermicella                | Gray, 1858             | 6        | 0        | Bandy Bandy                                | |
| Walterinnesia             | Lataste, 1887          | 2        | 0        | Cobra negra del desierto                   | Egipto, Israel, Líbano, Siria, Jordán, Irak, Irán, Kuwait, Arabia Saudita |

(*) No se incluye la subespecie nominal (forma típica).
Además, se han reconocido los siguientes según The Reptile Database:
- Antaioserpens Wells & Wellington, 1985 (2 especies)
- Brachyurophis Günther, 1863 (7 especies)
- Cryptophis Worrell, 1961 (5 especies)
- Parasuta Worrell, 1961 (6 especies)
- Paroplocephalus Keogh, Scott & Scanlon, 2000 (1 especie)
- Sinomicrurus Slowinski, Boundy & Lawson 2001 (5 especies)